# Молекуларна кухиња
Молекуларна кухиња или молекуларна гастрономија представља гастрономски правац припремања хране и пића, уз помоћ биохемијских и физичкохемијских процеса. Циљ овог гастрономског правца је повећање ужитка при припремању и конзумацији хране и пића.
Молекуларна кухиња примјењује научна сазнања из области биохемије, физике и хемије, која су везана за промјену текстуре прехрамбених продуката или међусобног утицаја физичкохемијских процеса различитих прехрамбених производа.

## Историја
Молекуларна кухиња постаје појам у гастрономији почетком 90-их, када Ерве Тис (фр. Hervé This) интензивније покушава објаснити старе гастрономске рецепте и добијеним сазнањима их побољшати, односно на основу тих сазнања, добити идеје за нове рецепте.
Ерве Тис ипак није био први, који се посветио припремању хране са научне тачке гледишта. Основе модерне молекуларне гастрономије је неколико година прије њега, у својој тези „Физика у кухињи“ (The Physicist in the Kitchen) формулисао Николас Курти (фр. Nicholas Kurti). Тисова радо цитирана реченица и потиче од Куртија: „Апсурдно је да знамо више о температури у унутрашњости Сунца, него о температури у унутрашњости једног суфлеа“.
Промјена особина структуре бјеланчевина у прехрамбеним производима путем механичких утицаја, промјеном температуре или употребом разних додатака (адитива) као нпр. алгината, су теме којима се баве научници и кувари молекуларне гастрономије. Њих мање интересује колико дуго треба кувати или пећи месо и рибу или колико дуго суфле треба да остане у рерни.
Најпознатији кувар молекуларне кухиње је шпанац Феран Адрија (шп. Ferran Adrià). Затим слиједе Ерве Тис, Николас Курти, професор физике Питер Бархем (енгл. Peter Barham) са Бристолског универзитета и Томас А. Вилгис (њем. Thomas A. Vilgis) са Макс-Планковог Института за истраживање полимера у Мајнцу.
Међу најважније представнике овог гастрономског правца могу се убројити:
- Феран Адрија
- Хуан Амадор (шп. Juan Amador), кувар шпанског поријекла са три звјездице који у свом ресторану ради на истовјетним темама, али одбија назив молекуларног гастронома
- Хестон Блументал (енгл. Heston Blumenthal)
- Грент Акец (енгл. Grant Achatz)
- Марк Вера (фр. Marc Veyrat)
- Мартин Бајрасатајги (шп. Martin Berasategui)
- Хуан Арзак (шп. Juan Arzak)
- Луис Адуриз (шп. Luiz Aduriz)
- Кики Дакоста (шп. Quique Dacosta)
- Хомеру Кентју (енгл. Homaru Cantu)

## Припрема хране
Молекуларна кухиња осим уобичајених техника у кухињи, се експериментално користи и техникама из хемијских и физичких лабораторија и индустријске производње хране, како би произвела јела и намирнице са потпуно новим особинама, као нпр. пјене и желеи од поврћа, врући сладолед, бомбоне од маслиновог уља или кавијар од диње и лубенице. Изненађујућим комбинацијама арома, слатког и сланог, температура и текстура, јела молекуларне кухиње су истовремено и „школа чула мириса и укуса“ и приближавају се методама модерне умјетности.
У овом гастрономском правцу се осим уобичајеног кухињског прибора и уређаја, користе у овом домену скоро незамислива помагала и технике као нпр. купка, вакуум, ласер, течни азот, компресори, епрувете, микроваге, итд.

## Типична јела
Међу најпознатија јела ове кухиње, спада „желе од поврћа са уљем од дрвеног угља“ Ферана Адрија. Оптичка и текстурна апстракција овог јела представља сушту супротност његовом укусу, који подсјећа на медитеранско поврће са роштиља.

## Типичне намирнице
- Агар-агар (E 406), вегетаријанска алтернатива желатину, која се добија из црвених алги.
- Натријум алгинат (E 401), природни екстракт.
- Калцијум лактат (E 327)
- Целулозини деривати (E 461) (метил целулозе), добија се из влакна биљака.
- Сојин лецитин (E 322), врста емулгатора.
- Гуаран (E 412)
- Караген (E 407)
- Ксантан (E 415)
- Течни азот (N2)
- итд.